# Frans vlas
Frans vlas (Linum leonii) is een plant uit de vlasfamilie. Het is een zeldzame soort die vooral in Frankrijk en Duitsland, maar ook in België wordt aangetroffen.

## Etymologie en naamgeving
- Synoniemen: Adenolinum leonii (F.W.Schultz) Rchb., Adenolinum leonii (F.W.Schultz) Rchb., Linum alpinum subsp. leonii (F.W.Schultz) Bonnier & Layens
- Engels: French flax
- Frans: Lin de Léo
- Duits: Lothringer Lein

De botanische naam Linum is afkomstig van het Latijnse 'linum' (draad of linnen).

## Determinatie
Frans vlas is een overblijvende, hemikryptofyte, kleine kruidachtige plant, 5 tot 15 cm hoog. De stengel is zeer fijn, bochtig en aan de voet vertakt. Ze liggen aanvankelijk op de grond, maar richten in de bloeitijd zich op, om daarna terug neer te buigen. Er is geen bladrozet. De stengelbladeren zijn verspreid ingeplant, tot 20 mm lang en tot 2 mm breed, zittend, lijnvormig, glad, en op onvruchtbare stengels zeer dicht op elkaar geplaatst.
De bloemen zijn tot 2,5 cm breed, meestal felblauw, en staan verspreid op de stengel in een ijle tuil. De buitenste kelkbladen zijn lancet- tot lijnlancetvormig, toegespitst, de binnenste ovaal tot eivormig en eveneens kort toegespitst. De kroonbladen zijn 4 tot 6 mm breed en 8 tot 14 mm lang en overlappen elkaar niet. De meeldraden staan schuin uit elkaar en dragen witte helmknopen. De vruchtjes zijn bol- tot eivormig en tot 7 mm lang.
De bloeitijd is van mei tot juli.

## Ecologie
Frans vlas geeft de voorkeur aan zonnige, warme standplaatsen op oligotrofe, kalkachtige, steenachtige kleigronden. Hij komt vooral voor in kalkgraslanden en is in Frankrijk een kensoort voor de orde van kalkgraslanden (Brometalia).

## Verspreiding
Hij komt voornamelijk voor in Midden-, Oost- en Zuid-Frankrijk, en daarnaast in Midden- en Zuid-Duitsland. Ook in België is een standplaats bekend, in de vallei van de Viroin.
De plant wordt overal beschouwd als zeer zeldzaam.
... · 
L. alpinum · 
L. austriacum (Oostenrijks vlas) · 
L. bienne (Tweejarig vlas) · 
L. catharticum (Geelhartje) · 
L. leonii (Frans vlas) · 
L. narbonense · 
L. perenne (Overblijvend vlas) · 
L. suffruticosum · 
L. tenuifolium (Smal vlas) · 
L. trigynum · 
L. usitatissimum (Vlas) · 
L. viscosum (Kleverig vlas) · 
...